# ルミリンナ
ルミリンナ (フィンランド語: Lumilinna) は、フィンランドのラップランドのケミにある世界最大の雪の砦。毎年、異なった構造で立て直される。1996年に最初に建てられた際には30万人もの人がこの城を訪れた。広さはかつては1万3千平方キロメートルだったものの現在では1万平方キロメートルにまでもなっている。最も高い塔は20メートルを超し、最も長い城壁は1キロメートルにも及び、売店も城内に3つほどある。

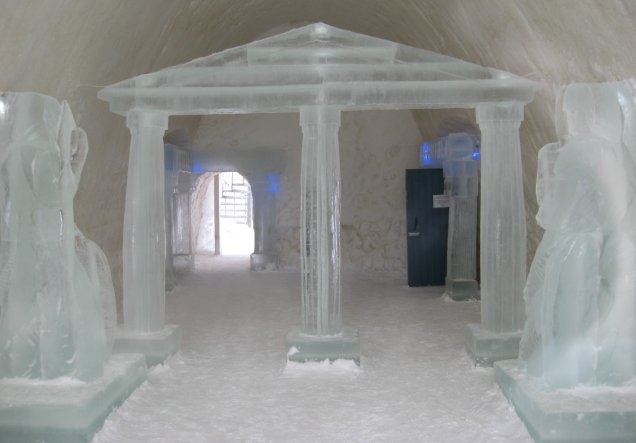
2007年から2008年にかけて建てられたルミリンナ

毎年内部の構成は変わっているものの、教会、レストラン、ホテルの設備は毎年存在する。レストランではテーブルや椅子が氷でできており椅子はトナカイの毛皮で包まれており、氷の彫刻を楽しむことができる。教会には50から100の席が用意されており、多くのカップルが結婚式をここで挙げ、遠く日本や香港からの挙式もあった。ホテルはダブルベッドの部屋か、ハネムーンスイートの部屋が用意されており、地元の芸術家が当地の物を使用して装飾を施している。また、子供達のアドベンチャーランドや劇場、光や音響を使用した氷の芸術が展示されているスペースもあり、多くのオペラ歌手やダンサーが公演している。